# Panola megye (Mississippi)
Panola megye az Amerikai Egyesült Államokban, azon belül Mississippi államban található. Megyeszékhelye és legnagyobb városa Batesville. Lakosainak száma 33 208 fő (2020. április 1.). Panola megye Tunica, Tate, Lafayette, Yalobusha, Tallahatchie és Quitman megyékkel határos.

## Népesség
A megye népességének változása:
| Lakosok száma | 34 671 | 34 522 | 34 427 | 34 402 | 34 167 | 33 208 |
|               | 2010   | 2011   | 2012   | 2013   | 2015   | 2020   |